# Ampelomyces
Ampelomyces Ces. ex Schltdl. – rodzaj grzybów z rodziny Phaeosphaeriaceae.

## Charakterystyka
Szeroko rozprzestrzenione na świecie mikroskopijne grzyby nagrzybne będące nadpasożytami grzybów z rzędu mączniakowców powodujących groźne choroby roślin zwane mączniakami prawdziwymi. W związku z ich dużym znaczeniem dla zwalczania tych chorób wykonano liczne badania naukowe nad tym rodzajem.
Grzyby endofityczne, które wewnątrz strzępek porażonego grzyba tworzą oliwkowobrunatne, cienkościenne, kuliste lub gruszkowate pyknidia ze słabo widocznym otworem. Komórki konidiotwórcze o kształcie od beczułkowatego do kulistego, nie zmieniające długości podczas konidiogenezy. Konidia bez przegród, cylindryczne, elipsoidalne lub owalne, o barwie od szklistej do brunatnej z dwoma gutulami.

## Systematyka i nazewnictwo
Pozycja w klasyfikacji według Index Fungorum: Phaeosphaeriaceae, Pleosporales, Pleosporomycetidae, Dothideomycetes, Pezizomycotina, Ascomycota, Fungi.
Synonimy nazwy naukowej:
- Byssocystis Riess 1853
- Cicinobolus Ehrenb. 1853[4].

Niektóre gatunki:
- Ampelomyces abelmoschi (Bubák) Rudakov 1979
- Ampelomyces artemisiae (Voglino) Rudakov 1979
- Ampelomyces heraclei (Dejeva) Rudakov 1979
- Ampelomyces parasiticus (Cocc.) Rudakov 1979
- Ampelomyces quisqualis Ces. 1852
- Ampelomyces sporophagus (Golovin) Rudakov 1979

Nazwy naukowe na podstawie Index Fungorum.